# Bärbel Köster
Bärbel Köster (n. 26 mai 1957, Lübberstorf, Republica Democrată Germană, Germania) este o caiacistă ce a reprezentat Republica Democrată Germană, medaliată olimpică. A participat la o ediție a Jocurilor Olimpice (1976) în care a câștigat o medalie de bronz.

## Participări
Lista de mai jos prezintă principalele competiții la care a participat Bärbel Köster de-a lungul carierei.
- canoeing at the 1976 Summer Olympics – women's K-2 500 metres[*]